# Far from Refuge
Far From Refuge (с англ. — «Вдали от убежища») — третий студийный альбом ирландской пост-рок-группы God is an Astronaut, вышедший в 2007 году.

## Об альбоме
Интернет-релиз сингла «Tempus Horizon» состоялся в октябре 2006 года. Японское издание альбома включает в себя два бонус-трека — «Sunny Banks of Sweet Deliverance» и «Empyrean Glow».

## Список композиций
1. Radau — 5:51
2. Far From Refuge — 6:52
3. Sunrise In Aries — 4:21
4. Grace Descending — 5:30
5. New Years End — 4:16
6. Darkfall — 3:41
7. Tempus Horizon — 5:05
8. Lateral Noise — 1:52
9. Beyond the Dying Light — 5:34
10. Sunny Banks of Sweet Deliverance — 4:34
11. Empyrean Glow — 2:24
12. Radau (live) — 5:05

Записано на студии Quill Lane Studio в период — сентябрь 2006 — март 2007.
Все композиции спродюсированы God Is An Astronaut.
Инженерная работа и микширование — Торстен Кинселла.
Все композиции сочинены — Торстен Кинселла, Нильс Кинселла, Ллойд Ханни, Томас Кинселла.
Обложка альбома и оформление — Нильс Кинселла.
Участники записи: 
Торстен Кинселла — гитары, пианино, клавишные, подпевки.
Нильс Кинселла — бас-гитара, гитары.
Ллойд Ханни — барабаны, синтезаторы.
Дополнительные музыканты
Крис Ханни — гитары.
Пэт О'Доннелл — струнные инструменты, гитары.